# Andale (singolo)
Andale è un singolo del rapper italiano Emis Killa e del rapper statunitense Westside Gunn, pubblicato il 17 giugno 2020.

## Tracce
1. Andale – 3:05